# 費利切尼鄉

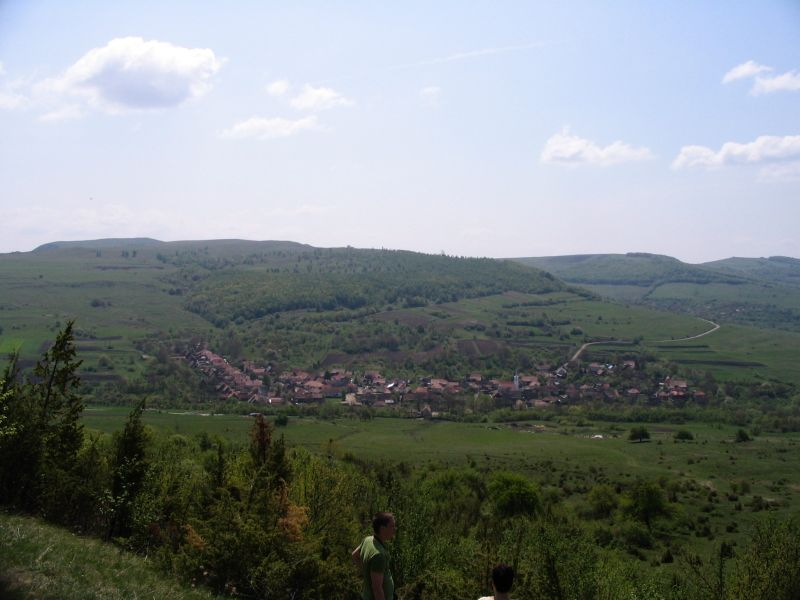

46°16′0″N 25°16′0″E / 46.26667°N 25.26667°E
費利切尼鄉（羅馬尼亞語：Comuna Feliceni, Harghita），是羅馬尼亞的鄉份，位於該國中部，由哈爾吉塔縣負責管轄，面積79平方公里，海拔高度601米，2007年人口3,216，人口密度每平方公里41人。